# 특유재산
특유재산(特有財産, 영어: peculiar property, separate property)은 부부의 일방이 혼인 전부터 가진 고유재산과 혼인중 자기 명의로 취득한 재산을 말하며 부부 각자가 관리·사용·수익한다.. 특유재산은 원칙적으로 재산분할청구의 대상에서 제외되며 분할의 대상이 되는 재산은 당사자 쌍방의 협력으로 이루어진 재산이다.

## 판례
- 남편이 보험수익자인 처의 보험금을 대리 수령한 경우, 그 보험금이 처의 특유재산이고, 당사자 쌍방의 협력으로 이룩한 재산이라고 볼 수도 없어, 남편으로서는 처에 대하여 동액 상당의 지급의무를 부담하는 것이고, 이러한 채무는 재산분할과는 별도로 존속하는 것이라는 이유로 남편이 수령한 금원을 재산분할의 대상으로 삼을 수는 없다[3]
- 부부 일방의 특유재산은 원칙적으로 분할의 대상이 되지 아니하나 특유재산일지라도 다른 일방이 적극적으로 그 특유재산의 유지에 협력하여 그 감소를 방지하였거나 그 증식에 협력하였다고 인정되는 경우에는 분할의 대상이 될 수 있다.[3]
- 민법 제839조의2에 규정된 재산분할 제도는 부부가 혼인 중에 취득한 실질적인 공동재산을 청산 분배하는 것을 주된 목적으로 하는 것이므로 부부가 협의에 의하여 이혼할 때 쌍방의 협력으로 이룩한 재산이 있는 한, 처가 가사노동을 분담하는 등으로 내조를 함으로써 부의 재산의 유지 또는 증가에 기여하였다면 쌍방의 협력으로 이룩된 재산은 재산분할의 대상이 된다.[4]

## 같이 보기
- 재산분할청구권
- 이혼